# Massimo Rastelli
Massimo Rastelli (Torre del Greco, 27 dicembre 1968) è un allenatore di calcio ed ex calciatore italiano, di ruolo attaccante.

## Carriera

### Giocatore
Dopo aver esordito in Serie D col Solofra, è acquistato ventenne dal Catanzaro, con cui esordisce in Serie B da riserva di Stefano Rebonato e Massimo Palanca. In seguito gioca una stagione in Serie C1 con la maglia del Mantova, realizzando 5 reti, e nel 1990 si trasferisce alla Lucchese, dove milita sette stagioni consecutive in Serie B da spalla del centravanti Roberto Paci, realizzando 14 reti nella stagione 1995-1996.

Massimo Rastelli al Catanzaro nel 1988

Nel 1997, ingaggiato dal Piacenza, esordisce in Serie A disputando 31 partite e 2 reti. Rimane in Emilia fino al 2001, contribuendo a due salvezze (1998, 1999) e alla promozione in Serie A nel campionato di Serie B 2000-2001, diventando beniamino dei tifosi piacentini.
A fine agosto 2001 si riavvicina a casa, trasferendosi al Napoli, in Serie B. Coi partenopei disputa 32 partite realizzando 6 reti; la promozione in Serie A sfuma, anche a causa di alcuni suoi errori nello scontro diretto con la Reggina, passa alla Reggina, con cui disputa la sua ultima stagione in massima serie da riserva (17 presenze senza reti).
Nel 2003 torna in serie cadetta col Como, dove ritrova il posto da titolare ma non evita la retrocessione della squadra in Serie C1 e il conseguente fallimento. Passa all'Avellino, con cui conquista la promozione in Serie B ai danni del Napoli (segnando un gol nella gara di ritorno di campionato al Partenio col Napoli), e dopo un'ultima stagione in cadetteria chiude la carriera alle soglie dei 40 anni con le maglie di Sorrento (di cui diviene capitano, conquistando la promozione in Prima Divisione) e Juve Stabia.
In carriera conta 102 presenze e 12 reti in Serie A, 386 presenze e 68 reti in Serie B.

### Allenatore

#### Gli inizi
Il 22 giugno 2009 diventa allenatore della Juve Stabia, retrocessa in Lega Pro Seconda Divisione. Alla prima stagione da allenatore riporta la squadra in Prima Divisione conquistando la matematica promozione alla penultima giornata di campionato col Cassino; il 29 maggio 2010, lascia la squadra.
Il 13 ottobre 2010 è ingaggiato dal Brindisi (Lega Pro Seconda Divisione) per sostituire l'esonerato Carlo Florimbi dopo 7 giornate di campionato. L'estate 2011 è assunto alla guida del Portogruaro, formazione neo retrocessa dalla Serie B, conducendo la formazione veneta al piazzamento di centro classifica.

#### Il capitolo Avellino
Al termine del campionato lascia la squadra per far ritorno all'Avellino, questa volta in veste di allenatore: con gli irpini conquista il campionato di Lega Pro Prima Divisione e la Supercoppa di Lega di Prima Divisione. La stagione successiva, partita con l'obiettivo della salvezza, vede gli irpini lottare per i play-off, poi sfuggiti a causa della partita persa col Padova. L'anno successivo resta al timone della squadra biancoverde portandola alle semifinali play-off, dove viene eliminata dal Bologna, realizzando una media di 1,59 punti a gara in 128 match.

#### Cagliari, Cremonese e SPAL
Il 12 giugno 2015 Rastelli risolve il contratto con l'Avellino e firma un contratto per allenare il Cagliari, con il quale il 6 maggio 2016 in virtù della vittoria per 0-3 a Bari ottiene la promozione in Serie A. Il 20 maggio successivo vince il campionato di Serie B con la squadra sarda frutto di 83 punti. Il 30 maggio rinnova fino al 2018. Al suo primo anno in Serie A ottiene 47 punti e termina la stagione all'undicesimo posto.
Nella stagione 2017-2018 il sorteggio del calendario non è benevolo e i primi due avversari del Cagliari sono le big Juventus e Milan. Arrivano due sconfitte: a Torino finisce 3-0, a Milano 2-1. Le prestazioni fanno comunque intravedere qualcosa di buono e tali impressioni sono confermate nei due match consecutivi. All'esordio nella nuova Sardegna Arena arriva la prima vittoria a discapito del Crotone (1-0), mentre alla quarta giornata i sardi battono per 2-0 la SPAL in trasferta. Da quel momento in poi arrivano, però, quattro sconfitte consecutive contro Sassuolo, Chievo, Napoli e Genoa, di cui 3 casalinghe, le quali gli costano l'esonero il 17 ottobre 2017..
Il 5 novembre 2018 viene annunciato come nuovo allenatore della Cremonese, in Serie B, e il 10 novembre al debutto vince per 1-0 contro il Livorno.
Porterà la squadra lombarda al nono posto finale, a un solo punto dalla qualificazione ai play-off. L'8 ottobre 2019, dopo un deludente inizio di stagione (10 punti in 7 gare), viene sollevato dall'incarico, per poi essere richiamato l'8 gennaio 2020 in sostituzione dell'esonerato Marco Baroni, con la squadra al quartultimo posto al termine del girone di andata.  Il 14 gennaio, al suo secondo debutto, perde per 4-0 in casa della Lazio, nella partita valida per gli ottavi di finale di Coppa Italia. Il 4 marzo, dopo aver raccolto solo 6 punti in 8 partite e con la squadra ancora al quartultimo posto, viene nuovamente esonerato, il giorno successivo alla sconfitta casalinga contro l'Empoli.
Il 16 marzo 2021 sostituisce Pasquale Marino sulla panchina della SPAL. Termina il campionato al 9º posto con 56 punti come Brescia e Chievo non riuscendo a qualificarsi tuttavia per i play-off per la classifica avulsa.

#### Pordenone
Il 30 agosto 2021 subentra sulla panchina del Pordenone, in Serie B, al posto dell'esonerato Massimo Paci. Il 16 ottobre, dopo aver raccolto un punto in sei partite e con la squadra all'ultimo posto, viene esonerato.

#### Ritorno all'Avellino
Il 20 ottobre 2022 viene nominato nuovo tecnico dell'Avellino, in Serie C, facendo ritorno sulla panchina biancoverde dopo sette anni dalla precedente esperienza. Con la società biancoverde sottoscrive un contratto fino al 30 giugno 2024 con rinnovo automatico per altri due anni in caso di promozione in Serie B. Rastelli porta la squadra campana al quattordicesimo posto finale schivando di poco i play-out. Inizialmente confermato alla guida della squadra irpina anche per la stagione successiva, il 12 settembre 2023 dopo sole due partite di campionato, entrambe perse, viene esonerato.

## Statistiche

### Statistiche da allenatore
Statistiche aggiornate al 12 settembre 2023. In grassetto le competizioni vinte.
| Stagione         | Squadra          | Campionato       | Campionato | Campionato | Campionato | Campionato | Coppe nazionali | Coppe nazionali | Coppe nazionali | Coppe nazionali | Coppe nazionali | Coppe continentali | Coppe continentali | Coppe continentali | Coppe continentali | Coppe continentali | Altre coppe | Altre coppe | Altre coppe | Altre coppe | Altre coppe | Totale | Totale | Totale | Totale | % Vittorie | Piazzamento        |
| Stagione         | Squadra          | Comp             | G          | V          | N          | P          | Comp            | G               | V               | N               | P               | Comp               | G                  | V                  | N                  | P                  | Comp        | G           | V           | N           | P           | G      | V      | N      | P      | %          | Piazzamento        |
| ---------------- | ---------------- | ---------------- | ---------- | ---------- | ---------- | ---------- | --------------- | --------------- | --------------- | --------------- | --------------- | ------------------ | ------------------ | ------------------ | ------------------ | ------------------ | ----------- | ----------- | ----------- | ----------- | ----------- | ------ | ------ | ------ | ------ | ---------- | ------------------ |
| 2009-2010        | Juve Stabia      | 2D               | 34         | 22         | 7          | 5          | CI-LP           | 6               | 3               | 1               | 2               | -                  | -                  | -                  | -                  | -                  | -           | -           | -           | -           | -           | 40     | 25     | 8      | 7      | 62,50      | 1º (prom.)         |
| ott. 2010-2011   | Brindisi         | 2D               | 23         | 3          | 7          | 13         | -               | -               | -               | -               | -               | -                  | -                  | -                  | -                  | -                  | -           | -           | -           | -           | -           | 23     | 3      | 7      | 13     | 13,04      | Sub. 13º           |
| 2011-2012        | Portogruaro      | 1D               | 34         | 10         | 12         | 12         | CI-LP+CI        | 1+1             | 0+0             | 0+0             | 1+1             | -                  | -                  | -                  | -                  | -                  | -           | -           | -           | -           | -           | 36     | 10     | 12     | 14     | 27,78      | Sub. 10º           |
| 2012-2013        | Avellino         | 1D               | 30         | 18         | 6          | 6          | CI-LP+CI        | 2+2             | 1+1             | 0+0             | 1+1             | -                  | -                  | -                  | -                  | -                  | SdL-1D      | 2           | 0           | 2           | 0           | 36     | 20     | 8      | 8      | 55,56      | 1º (prom.)         |
| 2013-2014        | Avellino         | B                | 42         | 15         | 14         | 13         | CI              | 4               | 3               | 0               | 1               | -                  | -                  | -                  | -                  | -                  | -           | -           | -           | -           | -           | 46     | 18     | 14     | 14     | 39,13      | 11º                |
| 2014-2015        | Avellino         | B                | 42+3       | 15+2       | 14+0       | 13+1       | CI              | 3               | 2               | 0               | 1               | -                  | -                  | -                  | -                  | -                  | -           | -           | -           | -           | -           | 48     | 19     | 14     | 15     | 39,58      | 8º                 |
| 2015-2016        | Cagliari         | B                | 42         | 25         | 8          | 9          | CI              | 4               | 2               | 1               | 1               | -                  | -                  | -                  | -                  | -                  | -           | -           | -           | -           | -           | 46     | 27     | 9      | 10     | 58,70      | 1º (prom.)         |
| 2016-2017        | Cagliari         | A                | 38         | 14         | 5          | 19         | CI              | 2               | 1               | 0               | 1               | -                  | -                  | -                  | -                  | -                  | -           | -           | -           | -           | -           | 40     | 15     | 5      | 20     | 37,50      | 11º                |
| ago.-ott. 2017   | Cagliari         | A                | 8          | 2          | 0          | 6          | CI              | 1               | 0               | 1               | 0               | -                  | -                  | -                  | -                  | -                  | -           | -           | -           | -           | -           | 9      | 2      | 1      | 6      | 22,22      | Eson.              |
| Totale Cagliari  | Totale Cagliari  | Totale Cagliari  | 88         | 41         | 13         | 34         |                 | 7               | 3               | 2               | 2               |                    | -                  | -                  | -                  | -                  |             | -           | -           | -           | -           | 95     | 44     | 15     | 36     | 46,32      |                    |
| nov. 2018-2019   | Cremonese        | B                | 26         | 10         | 7          | 9          | CI              | -               | -               | -               | -               | -                  | -                  | -                  | -                  | -                  | -           | -           | -           | -           | -           | 26     | 10     | 7      | 9      | 38,46      | Sub. 9º            |
| 2019-mar. 2020   | Cremonese        | B                | 15         | 4          | 4          | 7          | CI              | 3               | 2               | 0               | 1               | -                  | -                  | -                  | -                  | -                  | -           | -           | -           | -           | -           | 18     | 6      | 4      | 8      | 33,33      | Eson., Sub., Eson. |
| Totale Cremonese | Totale Cremonese | Totale Cremonese | 41         | 14         | 11         | 16         |                 | 3               | 2               | 0               | 1               |                    | -                  | -                  | -                  | -                  |             | -           | -           | -           | -           | 44     | 16     | 11     | 17     | 36,36      |                    |
| mar.-giu. 2021   | SPAL             | B                | 9          | 4          | 2          | 3          | CI              | -               | -               | -               | -               | -                  | -                  | -                  | -                  | -                  | -           | -           | -           | -           | -           | 9      | 4      | 2      | 3      | 44,44      | Sub. 9º            |
| ago.-ott. 2021   | Pordenone        | B                | 6          | 0          | 1          | 5          | CI              | -               | -               | -               | -               | -                  | -                  | -                  | -                  | -                  | -           | -           | -           | -           | -           | 6      | 0      | 1      | 5      | &0,00      | Sub., Eson.        |
| ott. 2022-2023   | Avellino         | C                | 29         | 9          | 8          | 12         | CI-C            | 2               | 1               | 1               | 0               | -                  | -                  | -                  | -                  | -                  | -           | -           | -           | -           | -           | 31     | 10     | 9      | 12     | 32,26      | Sub., 14º          |
| lug.-set. 2023   | Avellino         | C                | 2          | 0          | 0          | 2          | CI-C            | 0               | 0               | 0               | 0               | -                  | -                  | -                  | -                  | -                  | -           | -           | -           | -           | -           | 2      | 0      | 0      | 2      | &0,00      | Eson.              |
| Totale Avellino  | Totale Avellino  | Totale Avellino  | 148        | 59         | 42         | 47         |                 | 13              | 8               | 1               | 4               |                    | -                  | -                  | -                  | -                  |             | 2           | 0           | 2           | 0           | 163    | 67     | 45     | 51     | 41,10      |                    |
| Totale carriera  | Totale carriera  | Totale carriera  | 383        | 153        | 95         | 135        |                 | 31              | 16              | 4               | 11              |                    | -                  | -                  | -                  | -                  |             | 2           | 0           | 2           | 0           | 416    | 169    | 101    | 146    | 40,63      |                    |

## Palmarès

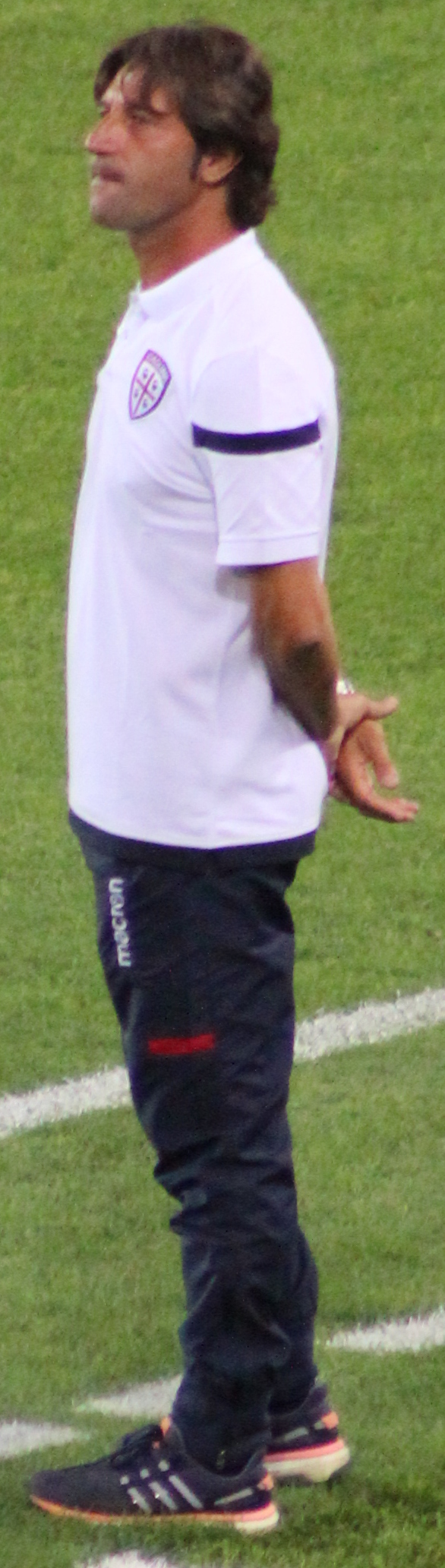
Rastelli nell'agosto 2017, durante l'amichevole Fenerbahçe-Cagliari.

### Giocatore

#### Competizioni nazionali
- Serie C2: 1

Sorrento: 2006-2007
- Supercoppa di Lega Serie C2: 1

Sorrento: 2007

### Allenatore

#### Competizioni nazionali
- Campionato italiano di Serie B: 1

Cagliari: 2015-2016
- Lega Pro Prima Divisione: 1

Avellino: 2012-2013
- Supercoppa di Lega di Prima Divisione: 1

Avellino: 2013
- Lega Pro Seconda Divisione: 1

Juve Stabia: 2009-2010

#### Individuale
- Premio Nazionale Andrea Fortunato: 1

Miglior allenatore Lega Pro: 2014